# Rio Charqueada
O rio Charqueada é um curso de água que banha o estado do Paraná. Pertence à bacia do rio Tibagi, sendo afluente do rio Imbaú.
Está localizado na região dos Campos Gerais, no segundo planalto paranaense, perto das localidades de Charqueada de Baixo e Charqueada de Cima, no município de Imbaú.